# Le Jour et l'Heure
Le Jour et l'heure is een Franse dramafilm uit 1963 onder regie van René Clément. De film werd destijds uitgebracht onder de titel De dag en het uur.

## Verhaal
Een vrouw heeft tijdens de Tweede Wereldoorlog niets te maken met het verzet. Dan duikt er een geallieerde piloot onder bij haar. Die piloot moet naar onbezet gebied worden gebracht.

## Rolverdeling
| Acteur              | Personage                       |
| ------------------- | ------------------------------- |
| Simone Signoret     | Therese Dutheil                 |
| Stuart Whitman      | Kapitein Allan Morley           |
| Geneviève Page      | Agathe Dutheil                  |
| Michel Piccoli      | Antoine                         |
| Reggie Nalder       | Gestapo-officier                |
| Billy Kearns        | Pat Riley                       |
| Marcel Bozzuffi     | Inspecteur Lerat                |
| Henri Virlojeux     | Legendre                        |
| Hénia Suchar        | Jonge verzetsvrouw in het blauw |
| Hubert de Lapparent | Procureur Jasseron              |
| Carl Studer         | Majoor Gordon                   |
| Roger Kemp          | Britse piloot                   |
| Mark Burns          | Britse piloot                   |